# Vladislav Tkatxov
Vladislav Tkatxov (en rus Владислав Ткачёв), és un jugador d'escacs rus, nascut a Moscou el 9 de novembre de 1973, que ha jugat sota bandera del Kazakhstan, i que actualment té la nacionalitzat francesa des del 1996. Té el títol de Gran Mestre des de 1995. Ha estat Campió del Kazakhstan, i dos cops Campió de França.
Tot i que no està en actiu des de juny de 2016, la llista d'Elo de la FIDE de l'abril del 2020, hi tenia un Elo de 2660 punts, cosa que en feia el jugador número 3 de França, i el 89è del món. El seu màxim Elo va ser de 2672 punts, a la llista de gener de 2000 (posició 22 al rànquing mundial).

## Biografia
El 1982 se'n va anar a viure al Kazakhstan amb els seus pares i va aprendre a jugar als escacs amb 10 anys. Posteriorment, es va traslladar a Canes, a França, i va obtenir la nacionalitat francesa.

## Resultats destacats en competició
El 1985 va guanyar el Campionat Juvenil del Kazakhstan. El 1992 va representar per primera vegada el Kazakhstan a les Olimpíades d'escacs. El 1993 va esdevenir Mestre Internacional. El 1995 va esdevenir Gran Mestre Internacional i el 1996 es va establir a Canes; des de llavors juga com a francès. Entre els seus majors èxits cal destacar els assolits als campionats d'Oakham 1993, Canes 1996 i 1999, Man 1996 i Makarska 1997. El 1999 va guanyar en matxs Alberto David 6-2 (+4 =4 -0) i John van der Wiel 7-3 (+5 =4 -1). El 2000 va jugar un matx a Canes contra Jeroen Piket, amb el resultat de 4-4 (+2 =4 -2).
L'any 2000 va participar en el Campionat del món de la FIDE per sistema K.O. jugat a Nova Delhi. Degut al seu elevat rànquing, es preclassificà directament per la segona ronda, en què eliminà Alexandre Lesiège per 1½ : 0½, a continuació, va eliminar Rustam Kassimdjanov a la tercera ronda, per 2½ : 1½, i a la quarta ronda, Aleksandr Morozévitx per 1½ : 0½, però fou eliminat a la cinquena ronda per Aleksandr Grisxuk, per 2½ : 1½.
El 2005 va arribar a les semifinals del 58è Campionat de Rússia (el vencedor de la Superfinal del campionat fou en Serguei Rublevski). El 2006 va guanyar el Campionat de França, El 2007, fou segon al Campionat de França (el campió fou en Maxime Vachier-Lagrave=. El mateix any 2007 guanyà el Campionat d'Europa individual, celebrat a Dresden, També el 2007 va formar part de l'equip del Tomsk-400 que guanyar el Campionat de Rússia per Equips amb un resultat perfecte de 9/9. També el 2007, fou tercer al fort III "Torneig de les estrelles" dins el sisè Festival Internacional d'escacs de Benidorm
El 2009, guanyà novament el Campionat de França, a Nimes, superant en Maxime Vachier-Lagrave i en Laurent Fressinet. El 2015 empatà al segon lloc al Karpos Open a Skopje, amb 7 punts, mig per sota del campió, Ivan Ivanišević.

### Competicions internacionals per equips
En Tkatxov ha participat, representant França, als Campionats d'Europa per equips de 2007.
També ha participat, representant dos cops el Kazakhstan, i un França, a les Olimpíades d'escacs.
| Any  | Olimpíada      | Ciutat  | Elo propi | Tauler   | Partides | Guanyades | Taules | Perdudes | %     |
| ---- | -------------- | ------- | --------- | -------- | -------- | --------- | ------ | -------- | ----- |
| 1992 | XXX Olimpíada  | Manila  | -         | 3r (KAZ) | 9        | 2         | 3      | 4        | 38,9% |
| 1994 | XXXI Olimpíada | Moscou  | 2540      | 1r (KAZ) | 9        | 2         | 6      | 1        | 55,6% |
| 2008 | XXXV Olimpíada | Dresden | 2664      | 4t (FRA) | 9        | 2         | 5      | 2        | 50,0% |

| Any  | Europeu                | Ciutat    | Elo propi | Tauler   | Guanyades | Taules | Perdudes | %     |
| ---- | ---------------------- | --------- | --------- | -------- | --------- | ------ | -------- | ----- |
| 2007 | XVI Europeu per equips | Heraklion | 2661      | 2n (FRA) | 1         | 4      | 2        | 42,9% |

## Curiositats i controvèrsies
En Tkatxov admet que du un estil de vida hedonístic, i que troba dificultats per fer front als torneigs amb control de temps llarg. La seva passió són, per tant, les ràpides, modalitat en què pot mostrar la seva força de joc real.
El setembre de 2009, fou el causant d'un fet controvertit, quan es quedà adormit durant una partida en un torneig internacional a Calcuta, a l'Índia. Hom va dir que es va presentar a jugar borratxo, i que després d'haver de ser advertit per a fer la seva corresponent jugada diversos cops durant la primera hora de joc, es va veure obligat a rendir-se després de només 11 moviments, per motius tècnics. A l'Olimpíada de Dresden de 2008, no es va presentar davant l'escaquer per jugar la darrera ronda, creant gran controvèrsia a França.

### Els Germans Blitz
En la cara menys seriosa dels escacs, en Vladislav Tkatxov és la meitat d'un duo, conegut com els "Germans Blitz", responsable de la creació del Concurs de bellesa del món dels escacs, el 2005. Amb la intenció de promocionar els escacs entre tothom, i d'atraure l'interès dels mitjans de comunicació i dels patrocinadors, en Vladislav i el seu germà Ievgueni varen crear un lloc web que va ser seu de la competició. Tot i que el lloc web ja no és en línia, els qui hi accedien, podien registrar-se per veure les imatges de les jugadores a mida completa i votar per les seves favorites.
El concurs va ser controvertit en alguns cercles, i va ser considerat degradant per part d'algunes jugadores d'escacs, però tot i això, les fotografies van ser en la seva majoria enviades per les mateixes participants. L'equip de jutges estava compost per una selecció àmplia de Grans Mestres d'escacs, en què hi destacava en Nigel Short, que juntament amb algunes dones com Jennifer Shahade, van donar suport a la idea que hi havia darrere de l'empresa. Entre les més notables jugadores d'escacs que participaren en el concurs hi havia Natalija Pogonina, Maria Manakova, Almira Skripchenko i Elisabeth Pähtz.

## Partides destacades
- Viswanathan Anand vs Vladislav Tkatxev, FIDE WCh KO 2001, Obertura Ruy López: Defensa Morphy (C78), 1/2-1/2.
- Aleksandr Morozévitx vs Vladislav Tkatxev, World Cup of Rapid Chess Gp B 2001, Obertura Escocesa: Clàssica (C45), 0-1
- Evgeny E Vorobiov vs Vladislav Tkatxev, 58è Campionat rus, Semifinals 2005, Obertura Escocesa: Clàssica (C45), 0-1
- Vladislav Tkatxev vs Maxime Vachier Lagrave, Campionat de França de 2006, Obertura Anlgesa: Defensa Anglo-Índia. (A15), 1-0